# Surendranagar
Surendranagar (en guyaratí: સુરેન્દ્રનગર) es una ciudad de la India capital del distrito de Surendranagar, en el estado de Guyarat.

## Geografía
Se encuentra a una altitud de 63 m s. n. m. a 139 km de la capital estatal, Gandhinagar, en la zona horaria UTC +5:30.

## Demografía
Según estimación 2011 contaba con una población de 211 775 habitantes.